# Confessions d'un barjo (film)
Pour le roman, voir Confessions d'un barjo.
Pour plus de détails, voir Fiche technique et Distribution.
Confessions d'un barjo est un film français réalisé par Jérôme Boivin et sorti en 1992. 
C'est l'adaptation cinématographique du roman de Philip K. Dick.

## Synopsis
Barjo est un excentrique, naïf et simple d'esprit. Après avoir accidentellement brûlé sa maison durant une « expérience scientifique », il est hébergé par sa sœur jumelle Fanfan et son beau-frère Charles. Dans sa nouvelle maison, Barjo continue à collectionner les vieux magazines scientifiques, à tester ses inventions étranges et à noter sur ses carnets toutes les observations qu'il fait de la nature humaine et de ses pensées sur la fin du monde.

## Fiche technique
- Titre : Confessions d'un  barjo
- Réalisation : Jérôme Boivin
- Scénario : Jacques Audiard et Jérôme Boivin, d'après le roman de Philip K. Dick
- Dialogues : Jacques Audiard
- Musique : Hugues Le Bars
- Décors : Dominique Maleret
- Costumes : Caroline de Vivaise
- Photographie : Jean-Claude Larrieu
- Montage : Anne Lafarge
- Producteur : Patrick Godeau
- Pays de production :  France
- Langue originale : français
- Durée : 85 minutes
- Date de sortie : 
  - France : 13 mai 1992

## Distribution
- Richard Bohringer : Charles
- Anne Brochet : Fanfan
- Hippolyte Girardot : Barjo
- Jac Berrocal : le Mage
- Abderrahmane El Kebir

## Autour du film
Le film est l'adaptation de l'ouvrage du même nom de Philip K. Dick, qui fut l'une des deux incursions de l'auteur dans la littérature « générale ».
Fidèle au roman, malgré la transposition de l'action en France, le film comporte quelques hommages à Philip K. Dick, notamment la gémellité de Barjo et de Fanfan : le décès de la sœur jumelle de Dick, alors à peine âgée de six semaines, a affecté l'écrivain jusqu'à la fin de sa vie.